# Gracijan
Gracijan je moško osebno ime.

## Izvor imena
Ime Gracijan izhaja iz latinskega imena Gratianus v pomenu »pripadajoč k rimski rodbini Gracijev«. Lahko pa izhaja tudi iz imena Gracij, latinsko Gratius pa prav tako kot Gracija izhaja iz besede gratia v pomenu »milina, ljubkost«.

## Različice imena
Graciano, Gracjan, Gracijano

## Tujejezikovne oblike imena
- pri Italijanih: Graziano

## Pogostost imena
Po podatkih Statističnega urada Republike Slovenije je bilo na dan 31. decembra 2007 v Sloveniji število moških oseb z imenom Gracijan: 14.

## Osebni praznik
V koledarju je ime Gracijan zapisano 18. decembra Gracijan, škof, † 18. dec. 303).